# Yahoo! Fotos
Yahoo! Photos fue un servicio para compartir fotos lanzado el 28 de marzo de 2000 y propiedad de Yahoo!, diseñado específicamente para los usuarios con cuentas de Yahoo!. Los usuarios creaban álbumes de fotos individuales, categorizaban sus fotos y las colocaban en sus álbumes correspondientes. Los usuarios también pudieron configurar el acceso a sus álbumes publicándolos para el placer visual de todos, deshabilitando el acceso o marcándolos como carpetas privadas para su propia visualización.

## Funciones y características
El servicio tenía almacenamiento ilimitado para fotos, pero se requería que las fotos tuvieran la extensión jpeg/jpg. En un esfuerzo por hacerlo más simple y eficiente, Yahoo tenía una herramienta de carga para arrastrar y soltar las imágenes desde la computadora a la página web de fotos de Yahoo!.

## Cierre
En marzo de 2005, Yahoo! compró Flickr y Ludicorp, y a partir de ese momento, Yahoo! abandonó el servicio Yahoo! Fotos, y centró sus recursos en Flickr. En enero de 2007, Flickr anunció a los titulares de cuentas anteriores a la compra de Yahoo!, que deberían asociar su cuenta con una ID de Yahoo! para poder continuar utilizando el servicio. Más tarde, Yahoo! anunció que todas las fotos del servicio Yahoo! Fotos serían borradas, permitiendo a los usuarios del servicio optar entre migrar su fotos hacia Flickr, o perder sus imágenes. Ambas medidas fueron criticadas por usuarios de estos servicios. Yahoo! Fotos se cerró definitivamente el 18 de octubre de 2007.